# جبل ليلى
جبل ليلى يقع شمال شرق طبرجل في منطقة الجوف الواقعة شمال السعودية. يبلغ ارتفاع الجبل حوالي 897 متر.